# Martin Ndtoungou
Martin Ndtongou Mpile (Camerun, 6 gennaio 1958) è un allenatore di calcio camerunese, allenatore del Camerun olimpica.

## Carriera

### Allenatore
Dal 2008 allena la nazionale olimpica camerunese, con cui ha disputato le Olimpiadi di Pechino 2008. In seguito ha allenato per un anno il Camerun da assistente di Dennis Lavagne .